# Kent (banda)
Kent foi um grupo musical sueco criado em Eskilstuna no ano de 1990, com o nome de Jones & Giftet (Jones e o veneno), e depois Havsänglar (squatina ou Anjos do mar). Depois do sucesso com o álbum Vapen & Ammunition em 2003, o grupo atingiu a marca de 1,5 milhões de álbuns vendidos, e é popularmente descrita como a maior banda de rock escandinava (excluídas as bandas de língua inglesa). Apesar de versões em inglês dos álbuns Isola e Hagnesta Hill, são praticamente desconhecidos fora da região, desistindo posteriormente de novas tentativas no mercado internacional.

## Integrantes

### Atualmente
- Joakim Berg – Vocal e guitarra
- Martin Sköld – Baixo, teclados
- Markus Mustonen – Bateria, teclados, piano
- Sami Sirviö – Guitarra, teclados

### Ex-integrantes
- Thomas Bergqvist – Sintetizadores (1990–92)
- Martin Roos – Guitarra (1992–95)
- Harri Mänty – Guitarra rítmica e percussão (1995-2006)

## História

### Jones & Giftet e Havsänglar (1990-1994)
A banda Jones & Giftet (Jones & o Veneno) foi formada com membros Joakim "Jocke" Berg, Martin Sköld, Markus Mustonen, Sami Sirviö e Thomas Bergqvist. Tudo começou com Jocke indo para Londres, comprou duas guitarras, uma para Sami e uma para si mesmo. Sami e Jocke tinha uma banda e ensaiavam em Balsta Musikslott que consistia de três pessoas. Inspirado por My Bloody Valentine, Martin e Jocke decidiram que iam começar uma nova banda. Isso aconteceu na escola perto da cafeteria Grönan. Jocke e Martin encontraram com um amigo muito bêbado, Markus, em frente ao Restaurante Vildsvinet em Eskilstuna. Mesmo bêbado, ele prometeu se juntar à banda e tocar bateria. Thomas Bergqvist, um amigo de Martin Sköld, foi convidado para tocar o synth. O primeiro show foi feito em Lindesberga em Vestmânia, e o segundo em Knegoffs em Eskilstuna.
Em 1991, Jones & Giftet venceu o concurso Cult 91 no Skylight em Eskilstuna. Em 30 de setembro de 1991, Jones & Giftet mudou seu nome para Havsänglar (Angelshark, "anjos do mar").
1992 é o ano em que Martin Roos tocou com Jones & Giftet pela primeira vez no Cult 92. Logo depois, Thomas Bergqvist foi substituído por Martin Roos.
Em 1993, Martin Roos mudou-se para Estocolmo, e logo os outros o seguiram. O irmão de Jocke, Adam, surgiu com o novo nome de Kent.
Em março de 1994, Kent gravou uma demo de 10 faixas em condições muito simples em um estúdio de 8 pistas em Nytorpsskolan Blåsut, em Estocolmo. A demo foi dada a Peter Ejheden em Pet Sounds, que na época trabalhava como booker para um clube (Pet Sounds Bar). Na mesma cadeia de eventos onde ele obteve a fita, Peter saiu da Pet Sounds e começou a trabalhar no BMG. Em abril Per Lindholm, A&R na RCA/BMG ouviu Kent pela primeira vez e ficou imediatamente interessado.
No dia 26 de junho, o primeiro contrato da Kent foi assinado. Kent foi até Silence Studios em Koppom, Varmlândia, para gravar o álbum de estréia.

### Kent and Verkligen (1995–1996)
Para mais detalhes sobre os álbuns, ver Kent e Verkligen.
Em 1995 Kent lançou seu debut homônimo Kent. Ele foi distorcida e não lembra o que Kent lançaria nos anos posteriores. Ele quase não tem reputação comercial. Quatro singles foram lançados, com "Frank" sendo o mais próximo de ser um hit.
Apenas um ano depois, em 1996, Kent lançou Verkligen ("Realmente"). O guitarrista Martin Roos tinha deixado a banda para sua carreira na gravadora de Kent, BMG, mas desde então se tornou o empresário da banda. O pré-lançamento do single "Kräm (Så nära får ingen gå)" imediatamente se tornou um hit de rádio e Kent ganhou fama pela primeira vez. Mais dois singles foram emitidos, "Gravitation" e "Halka". Musicalmente, o álbum foi mais lento, com menos distorção e mais emoção.

### Isola (1997-1998)
Para mais detalhes sobre o álbum, ver Isola.
Em 1997 Kent lançou Isola. O guitarrista Harri Mänty havia se juntado ao grupo desde Verkligen. Verkligen foi fortemente disseminado, assim fazendo Kent ganhar uma certa reputação. O único pré-lançamento, "Om du var här" ("Se você estivesse aqui"), tornou-se um hit como o faria o segundo single, "Saker man ser" ("Coisas que você vê"). Musicalmente o álbum mudou muito desde Verkligen, vai muito na direção de canções mais lentas, mais atenciosas e com mais emoção.
Em 1998, o que muitos da Suécia haviam pedido tornou-se realidade quando Kent lançou uma versão em inglês de Isola, incluindo uma canção adicional disponível apenas na versão em inglês, "Velvet". Kent embarcou em duas turnês de outras bandas para promover o álbum. A primeira foi em apoio dos colegas suecos, The Cardigans, durante os quais destacaram nova canção, "Protection", e o segundo foi um double-bill com banda norte-americana, Papa Vegas. A banda iria fechar os shows para a segunda etapa da turnê descrito como sua "única música cover", uma versão clássico single do Depeche Mode , "Stripped". Singles foram lançados em vários territórios para três das canções do álbum, "If You Were Here", "Things She Said" e "747" (com a versão em inglês de "Kram", intitulado "What It Feels Like"). A versão em Inglês do álbum inicialmente não era para ser lançado na Suécia, mas a demanda do público era muito grande. A versão em inglês do álbum vendeu muito pouco fora da Escandinávia.

### Hagnesta Hill e B-sidor 95-00 (1999-2000)
Para mais detalhes sobre os álbuns, ver Hagnesta Hill e B-sidor 95-00.
Em 1999, Kent lançou Hagnesta Hill, nomeado assim por ser parte de Eskilstuna, onde a banda teve seu primeiro estúdio. O primeiro pré-lançamento do single, "Musik non stop" ("A música não para"), uma canção disco-rock qual tornou-se um enorme sucesso de rádio e ajudou a trazer reconhecimento para este álbum. O álbum foi, em sua maior parte, mais rápido e também levemente experimental com drum machines e eletrônica focada na balada. Jocke Berg, depois reclamou que ele pensou que o álbum foi muito longo (treze canções distribuídos por uma hora). Mais dois singles foram lançados, o industrial-esque "En himmelsk drog" e "Kevlarsjäl".
Em 2000, uma versão em Inglês de Hagnesta Hill foi lançado, com duas canções da versão sueca substituídas por duas novas faixas em inglês ("Just Like Money" e "Quiet Heart"). O álbum também foi lançado em um digipack limitada com uma das músicas excluídos, "A Timekill to Die For", incluída como faixa bônus escondido. O álbum foi acompanhado pelo lançamento do single, "Music Non Stop", que caracteriza a outra canção realizada, "Insects", como um b-side. A liberação planejada dos EUA do álbum foi arquivado, resultando em apenas cópias de "cut-out". Da mesma forma, uma turnê pelos EUA nunca se materializou, pois não houve oficialmente nenhum álbum para promover.
Desde sua estréia, Kent havia registrado um grande número de b-sides, geralmente excepcional em qualidade. Como a maioria desses singles tinham saído do catálogo, era muito difícil consegui-los legalmente, por isso, em 2000, Kent divulgou os 2 CDs b-side B-sidor 95-00 (B-Sides 95-00). Ele apresentava 21 b-sides. Versões regravadas de dois deles e dois totalmente novas canções. Um deles, "Chan" ("Chance"), também foi lançada como single. A faixa bônus escondido, com vocais finlandeses, também foi destaque.

### Vapen & Ammunition e The White Concert (2002–2003)
Para mais detalhes sobre o álbum, ver Vapen & Ammunition
Depois de uma longa pausa, Kent começou a trabalhar em seu próximo álbum de estúdio em 2002. Eles relataram a partir do estúdio, que eles tentaram fazer um álbum composto por dez singles. O primeiro single "Dom andra" ("Os Outros") tornou-se um enorme sucesso no rádio sueca. Quando o álbum Vapen & Ammunition saiu, nos próximos dois singles "Kärleken väntar" e "FF", além do álbum acompanhar "Pärlor" ("Pérolas") tornou-se grandes sucessos de rádio, resultando em vendas do álbuns para mais de 600.000, mais do que o dobro do que qualquer outro álbum Kent até à data. A prova definitiva do sucesso do álbum foi evidente quando a banda recebeu sete prêmios Grammy sueco em 2003.
Uma versão em Inglês do álbum foi planejado, como pode ser visto na fita intitulada "As armas e munições", no "Dom andra" videoclip, mas foi cancelada. De acordo com o vocalista Joakim Berg: "Nós decidimos que não valia a pena".
Kent não havia excursionado por vários meses, quando foi anunciado que eles só faria uma única apresentação na Suécia em 2003, no dia 6 de junho, no Dia Nacional da Suécia, no Stockholms Stadion, que deteve uma multidão de 30.000. A banda disse à multidão que fosse vestida de branco, assim o show foi apelidado de "The White Concert". O concerto recebeu críticas mistas e críticos alegaram que a banda deveria ter feito ''algo de extraordinário'' no concerto, em vez de tocar mais ou menos o mesmo setlist como na turnê de 2002. Neste ano a banda tocou num festival na Noruega em 14 de junho.

### Du & Jag Döden and The Hjärta & Smärta EP (2005)
Para mais detalhes sobre os álbuns, ver Du & jag döden e The Hjärta & Smärta EP
Depois de tomar um tempo limite de um ano, Kent voltou ao estúdio para gravar seu sexto álbum de estúdio em 2005. Os relatórios disse que seria "um álbum muito escuro". O primeiro single lançado, "Max 500", foi bem recebido pelos fãs e críticos e tornou-se, como os últimos três singles teve, um hit de rádio. Quando o álbum Du & jag döden ("Você & eu, Morte") foi lançado, ele foi muito bem recebido e foi considerado pela maioria dos fãs ser um dos seus melhores álbuns. Mais dois singles foram lançados, "Palace & Main" e "Den döda vinkeln" - o último promoveu controvérsia entre os fãs de Kent, porque não liberou nenhum b-sides junto com ele (mas ainda assim o single tem uma versão mais curta da canção). A última faixa do álbum, "Mannen i den vita hatten (16 år senare)" foi muito bem recebido e é visto por muitos fãs como o melhor trabalho de Kent. Ela também se tornou a primeira canção a substituir "747" no final de um show do Kent.
Em 2005 eles embarcaram na "Turné 19", fazendo 12 shows na Suécia, um na Noruega e um na Finlândia. Os concertos tiveram lugar em grandes tendas com uma capacidade de até 18.000. Esta foi a única turnê que se seguiu ao lançamento de "Du & Jag Döden".
Havia rumores sobre Kent lançar um EP, uma vez que tinha sido visto em estúdio e guitarrista Sami havia dito: "Podemos lançar um EP, mas se fizermos isso só será lançado digitalmente". Apenas um mês antes do lançamento em novembro de 2005, The Hjärta & Smärta EP foi confirmado, como um CD, bem como uma versão digital. Ele foi bem recebido e continha cinco faixas. "Dom som försvann" ("Os desaparecidos") tornando-se a única música a tocar nas rádios e ter um vídeo gravado. O EP foi Nº 1 na Suécia.

### Tillbaka Till Samtiden, Box 1991–2008 and Röd (2007-2009)
Para mais detalhes sobre o álbum, ver Tillbaka Till Samtiden, Box 1991–2008, Röd
Durante dezembro de 2006 - 2007, a banda anunciou-se em duas diferentes ocasiões-que eles tinham começado a gravar o seu sétimo álbum de estúdio sueco, e que o guitarrista Harri Mänty tinha decidido deixar a banda.
Em 18 de julho de 2007, a banda anunciou a data de lançamento e o título de seu novo álbum, Tillbaka Till Samtiden (sueco para "De volta ao presente"). Seu lançamento oficial foi em 17 de outubro de 2007, mas muitas lojas começaram a vende-lo cinco dias de antecedência devido a um vazamento do álbum na internet. O álbum foi recebido com críticas mistas, mas na sua maioria positivas. O primeiro single do álbum foi lançado em 17 de setembro de 2007, com o título "Ingenting" (sueco para "Nada"). A banda tocou quatro músicas em um show privado na Dinamarca, onde o seu novo álbum estreou. O som do álbum foi descrito como rock mais electro, semelhante ao Depeche Mode. Devido à velocidade em que os concertos da turnê foram vendidos, a banda adicionou sete concertos extras para sua turnê escandinava.
O vocalista Joakim Berg observou que Tillbaka Till Samtiden foi um de seus materiais favoritos. Eles também foram premiados com Álbum do Ano e Banda do Ano no Grammy Awards 2008 sueco. Eles ganharam um Rockbjörnen, prêmio de Álbum Sueco do Ano e um prêmio do P3 Guld por Grupo Sueco Do Ano. Kent lançou a compilação Box 1991-2008, com todos os seus álbuns de estúdio anteriores e materiais inéditos, em todos os países nórdicos, em 29 de Outubro de 2008.
Em 04 de outubro de 2009 Kent anunciou seu oitavo álbum de estúdio "Röd" eo primeiro single "Töntarna" foi lançado no dia 05 de outubro como download digital.
Em 02 novembro de 2009 Kent  colocou em leilão 100 cópias físicas limitadas da canção "2000" para a caridade. A canção também foi lançado como download digital. "2000" foi usada como tema para o documentário sueco Hemlösa, cobrindo o problema sem-teto, em Estocolmo. Na mesma data, a canção "Tuna 350" foi lançado. Ele foi escrito por Martin Sköld e Markus Mustonen para celebrar o jubileu de 350 anos da cidade sueca Eskilstuna onde Kent foi fundada.

### En plats i solen, contrato com a Universal e Jag är inte Radd för Mörkret (2010-2012)
Para mais detalhes sobre o álbum, ver En plats i solen e Jag är inte Radd för Mörkret
Em 14 de junho de 2010, Kent anunciou seu álbum nono de estúdio, En plats i solen (sueco para "um lugar no Sol") que foi lançado em 30 de junho, sete meses após o lançamento de seu álbum de estúdio anterior, Röd. Ao contrário dos dois álbuns anteriores, que foram produzidos com o produtor dinamarquês Joshua, En plats i Solen foi produzido pelo produtor sueco Stefan Boman, que trabalhou com a banda no álbum Du & döden jag (2005). A banda também lançou o primeiro single do próximo álbum, com os dois A-Sides "Gamla Ullevi" e "Skisser för sommaren". Kent embarcou em uma turnê de verão na Suécia, Noruega e Dinamarca, a partir de 1 de Julho no festival Peace & Love em Borlänge e terminando em 8 de agosto no Festival Skanderborg na Dinamarca. Em 22 de junho de 2011 Kent assinou um contrato com a gravadora Universal Music, na Suécia, depois de 16 anos com BMG e mais tarde Sony Music. O empresário da banda, Martin Roos, disse em um comunicado à imprensa: "Depois de 16 anos com BMG / Sony Music se sente muito bem com um novo começo, e Universal Music deram a melhor oferta." Em abril de 2012 Kent lançou seu décimo álbum de estúdio, Jag är inte rädd för mörkret (sueco para "Não tenho medo do escuro"). O álbum foi gravado na França e as canções tem sido descritas como "orgulhosas" e "esperançosas". O álbum incluía a música "999", que foi um grande sucesso na Suécia. Em dezembro de 2012 Kent anunciou em seu Twitter que eles estavam para liberar uma faixa no Ano Novo chamada "Ingen kunde röra oss".

### Tigerdrottningen (2014)
Para mais detalhes sobre os álbuns, ver Tigerdrottningen.
Depois de ensaiar em casa por um mês, Kent foi para Los Angeles e gravou seu décimo primeiro álbum. O novo single La Belle Epoque foi lançado em 12 de março. O álbum Tigerdrottningen foi lançado em 30 de abril. Durante o mês de maio Kent foi em uma pequena turnê pela Noruega, Suécia e Dinamarca. No Verão de 2014 Kent tinha seu próprio festival chamado KentFest realizada em Gotemburgo e Estocolmo. Eles também tocaram em alguns festivais na Dinamarca e na Noruega.
Liricamente, Tigerdrottningen é politicamente mais cobrado do que os álbuns anteriores. O vocalista Joakim Berg disse à revista Gaffa que o álbum foi inspirado pelos acontecimentos que antecederam a eleição suecas de 2014 , onde do partido de extrema-direita Democratas da Suécia dobrou seu apoio: "Exatamente as coisas que estavam nos aterrorizando. A mudança para certas [política de ala] seguido pelo nacionalismo. É um padrão que estamos vendo de novo e de novo. Ela também afeta a cena musical sueca."
Tigerdrottningen estreou no número um na parada de álbuns suecos em 09 de maio de 2014, tornando-se o décimo álbum consecutivo de Kent na parada. Na mesma semana o álbum ganhou Disco de Ouro pelas 20.000 cópias vendidas. No gráfico datado de 05 de junho de 2014, o álbum foi disco de platina por 40 mil cópias vendidas.

### Då Som Nu För Alltid (2016)
Em fevereiro de 2016, Kent foi eleita ao Hall da Fama Sueco. Eles então anunciaram que Då Som nu för alltid (Agora e para sempre) seria seu último álbum, e que fariam uma turnê nos países nórdicos, com o último show em dezembro de 2016 em Estocolmo. O álbum Då som nu för alltid foi lançado no dia 20 de maio de 2016.

## Discografia

### Álbuns
| Data        | Título                             |
| ----------- | ---------------------------------- |
| 1995-mar-15 | "Kent"                             |
| 1996-mar-15 | "Verkligen"                        |
| 1997-nov-12 | "Isola"                            |
| 1998-abr-27 | "Isola" (versão em inglês)         |
| 1999-dez-06 | "Hagnesta Hill"                    |
| 2000-abr-28 | "Hagnesta Hill" (versão em inglês) |
| 2000-nov-29 | "B-sidor 95-00"                    |
| 2002-abr-15 | "Vapen & ammunition"               |
| 2005-mar-15 | "Du & jag döden"                   |
| 2007-out-17 | "Tillbaka till samtiden"           |
| 2009-nov-06 | "Röd"                              |
| 2010-jun-30 | "En plats i solen"                 |
| 2012-abr-25 | "Jag är inte rädd för mörkret"     |
| 2014-abr-30 | "Tigerdrottningen"                 |

### Compilações
- B-sidor 95–00 (29 de novembro de 2000)
- Box 1991–2008 (29 de outubro de 2008)

### EPs
- The Hjärta & Smärta EP (2 de novembro de 2005)

### Singles em sueco
| Data        | Título                        | Álbum                         |
| ----------- | ----------------------------- | ----------------------------- |
| 1995-fev-06 | "När det blåser på månen"     | Kent                          |
| 1995-mar-27 | "Som vatten"                  | Kent                          |
| 1995-mai-29 | "Frank"                       | Kent                          |
| 1995-set-18 | "Jag vill inte vara rädd"     | Kent                          |
| 1996-fev-09 | "Kräm (så nära får ingen gå)" | Verkligen                     |
| 1996-abr-29 | "Halka"                       | Verkligen                     |
| 1996-set-23 | "Gravitation"                 | Verkligen                     |
| 1997-set-23 | "Om du var här"               | Isola                         |
| 1998-jan-26 | "Saker man ser"               | Isola                         |
| 1998-jul-13 | "747"                         | Isola                         |
| 1999-nov-15 | "Musik non stop"              | Hagnesta Hill                 |
| 2000-mar-08 | "En himmelsk drog"            | Hagnesta Hill                 |
| 2000-set-04 | "Kevlarsjäl"                  | Hagnesta Hill                 |
| 2000-nov-22 | "Chans"                       | B-sidor 95-00                 |
| 2002-mar-18 | "Dom andra"                   | Vapen & Ammunition            |
| 2002-jul-08 | "Kärleken väntar"             | Vapen & Ammunition            |
| 2002-nov-04 | "FF / VinterNoll2"            | Vapen & Ammunition            |
| 2005-fev-09 | "Max 500"                     | Du & jag döden                |
| 2005-mai-04 | "Palace & Main"               | Du & jag döden                |
| 2005-ago-31 | "Den döda vinkeln"            | Du & jag döden                |
| 2006-jun-21 | "Nålens öga"                  | Du & jag döden                |
| 2007-set-17 | "Ingenting"                   | Tillbaka till samtiden        |
| 2007-nov-20 | "Columbus"                    | Tillbaka till samtiden        |
| 2008-abr-07 | "Generation Ex"               | Tillbaka till samtiden        |
| 2007-out-05 | "Töntarna"                    | Röd                           |
| 2008-jun-15 | "Vy Från Ett Luftslott"       | Tillbaka till samtiden        |
| 2012-mar-28 | "999"                         | Jag är inter rädd för mörkret |

### Singles em inglês
- "If You Were Here"
- "Things She Said"
- "747"
- "Music Non Stop"
- "Music Non Stop"
- "Heavenly Junkies"
- "More than Hagnesta Hill"

## Videografia

### Videoclipes
- "När Det Blåser På Månen"
- "Frank"
- "Kräm"
- "Gravitation"
- "Saker Man Ser"
- "Om Du Var Här"
- "If You Were Here"
- "Things She Said"
- "747 (English version)"
- "Musik Non Stop"
- "Music Non Stop" - Versão em vídeo 1
- "Music Non Stop" - Versão em vídeo 2
- "En Himmelsk Drög"
- "Heavenly Junkies"
- "Chans"
- "Dom Andra"
- "FF"
- "VinterNoll2"
- "Kärleken Väntar"
- "Max 500"
- "Palace & Main"
- "Den Döda Vinkeln"
- "Dom som försvann"
- "Ingenting"
- "Columbus"
- "Generation EX"
- "Vy Från Ett Luftslott"
- "Töntarna"
- "Hjärta"
- "Idioter"

- Commons